# بیت‌دیفندر
بیت‌دیفندر (به انگلیسی: Bitdefender) توسط شرکت نرم‌افزاری سافت وین از سال ۲۰۰۱ میلادی تاکنون منتشر می‌شود. این شرکت در رومانی مستقر بوده و ۵۰۰ میلیون کاربر در سراسر جهان از محصولات آن بهره‌مند هستند. AVX نام این نرم‌افزار در طی سالهای ۱۹۹۶ تا ۲۰۰۱ میلادی بود و از سال ۲۰۰۱ نام آن به بیت‌دیفندر تغییر داده شد.

## محصولات
محصولات بیت‌دیفندر برای استفاده در رایانه‌های خانگی شامل نسخه‌های رایگان و تجاری زیر می‌باشد:

### نسخه‌های خانگی
۱-BitDefender Total Security 2020

ویژگی‌های این بسته نرم‌افزاری عبارتند از:

- محافظت کامل در برابر تهدیدات فضای مجازی و محصول ویژه سال

- حضور نامرئی و برنده جایزه طلایی سریعترین سیستم

- استفاده آسان به همراه حفاظت اتوماتیک و بدون پرسیدن هیچگونه سؤالی از شما

- فایروال دوطرفه برای جلوگیری از دسترسی غیرمجاز به اطلاعات شخصی شما

- پیدا کردن دستگاه شما در هنگام دزدی یا گم کردن آن

- افزایش سرعت بوت سیستم شما و بهینه‌سازی عملکرد سیستم شما

- حفظ حریم خصوصی بهتر با حفاظت از وب کم
۲-BitDefender Internet Security 2020

ویژگی‌های این بسته نرم‌افزاری عبارتند از:

- بهترین محصول در برابر تهدیدات فضای مجازی و محصول ویژه سال

- حضور نامرئی و برنده جایزه طلایی سریعترین سیستم

- ایمنی با یک کلیک به همراه حفاظت اتوماتیک و بدون پرسیدن هیچگونه سؤال از شما

- فایروال دوطرفه برای جلوگیری از دسترسی غیرمجاز به اطلاعات شخصی شما

- محافظ فرزندان شما به همراه مانیتورینگ فعالیت فرزندان به صورت جداگانه

- حفظ حریم خصوصی بهتر با حفاظت از وب کم

- حفاظت چند لایه از خطرات باج افزارها برای حفظ فایل های شما
۳-BitDefender Antivirus plus 2020

- بهترین آنتی ویروس در برابر تهدیدات فضای مجازی و محصول ویژه سال

- حضور نامرئی و برنده جایزه طلایی سریعترین سیستم

- ایمنی با یک کلیک به همراه حفاظت اتوماتیک و بدون پرسیدن هیچگونه سؤالی از شما

- محافظت از حریم شخصی آنلاین و هویت شخصی شما

- شامل VPN با یک تجربه سریع ، ناشناس و ایمن در هنگام گشت و گذار در وب

- محافظت از ransomware چند لایه برای ایمن نگه داشتن پرونده های شما

- امنیت حریم خصوصی آنلاین
۴-BitDefender Family Pack 2020

- محافظت کامل از ویندوز، مک، آی او اس و اندورید

- تشخیص بدافزارها و حذف آن ها

- قابلیت محافظت از کاربرهای چند سیستم

- بهینه سازی سرعت سیستم

- حفظ حریم خصوصی بهتر با حفاظت از وب کم

- محافظت کامل از باج افزارهای چند لایه
۵-BitDefender Antivirus for MAC

- ابزارهای تبلیغات ناشناس را بلاک و پاک می‌کند

- حفاظت بدون وقفه با استفاده از تکنولوژی ™Autopilot

- فراهم نمودن محیط ایمن در خریدهای اینترنتی

- محافظت هم در برابر بدافزارهای MAC و هم PC
۶-BitDefender Mobile Security
- بهترین آنتی ویروس برای دستگاه‌هایی که از اندروید استفاده می‌کنند

- محافظت ۱۰۰٪ کارامد، بر اساس آزمایشهای AV TEST

- کاربری ساده و آسان با استفاده از امکان Autopilot

- پیدا کردن دستگاه شما در هنگام دزدی یا گم کردن آن

- بدون تأثیر منفی بر روی عمر باتری شما

لوگو قدیمی بیت دفندر

## مقایسه نسخه‌ها
|                         | BitDefender Antivirus | BitDefender Internet Security | BitDefender Total Security |
| ----------------------- | --------------------- | ----------------------------- | -------------------------- |
| ارزش ریالی              | پولی                  | پولی                          | پولی                       |
| Antivirus               | آری                   | آری                           | آری                        |
| Antispyware             | آری                   | آری                           | آری                        |
| Antiphishing            | آری                   | آری                           | آری                        |
| Special operating modes | آری                   | آری                           | آری                        |
| IM Encryption           | آری                   | آری                           | آری                        |
| Home Network            | آری                   | آری                           | آری                        |
| Antispam                | نه                    | آری                           | آری                        |
| Firewall                | نه                    | آری                           | آری                        |
| File Vault              | نه                    | آری                           | آری                        |
| Parental Control        | نه                    | آری                           | آری                        |
| File Shredder           | نه                    | آری                           | آری                        |
| Tune-up                 | نه                    | نه                            | آری                        |
| Data Backup             | نه                    | نه                            | آری                        |

|                                         | GravityZone Business Security | GravityZone Business Security Enterprise | GravityZone Business Security Premium |
| --------------------------------------- | ----------------------------- | ---------------------------------------- | ------------------------------------- |
| نوع نصب                                 | شبکه محلی / ابر               | شبکه محلی / ابر                          | شبکه محلی / ابر                       |
| Physical / Virtual Workstation & Server | آری                           | آری                                      | آری                                   |
| VDI & DaaS                              | نه                            | آری                                      | آری                                   |
| Mobile                                  |                               | در نسخه شبکه محلی                        | در نسخه شبکه محلی                     |
| Microsoft Exchange                      | نه                            | آری                                      | آری                                   |

## تحریم کاربران ایرانی
ایران در لیست تحریمی‌های آنتی ویروس بیت دفندر: اکانت‌ها معلق شدند. بیت دفندر ایمیلی به مشتریان خود ارسال کرده  و به کاربران ایرانی خود اعلام کرده که در روزهای اخیر اکانت و لایسنس‌ها مسدود و باطل خواهد شد. این ایمیل حتی به افرادی که از اعتبار اکانت‌شان چندین ماه باقی مانده فرستاده شده و تاکید شده که با وجود داشتن اعتبار لازم، اکانت‌ها بسته خواهد شد.
در نامه‌ منتسب به بیت دفندر که در شبکه‌های اجتماعی توسط برخی کاربران منتشر شده، اعلام شده «بخاطر قوانین محدودیت صادراتی که توسط اداره خزانه داری ایالات متحده اداره کنترل دارایی های خارجی تحت مقررات معاملات و تحریم های ایران اعمال شده، این نامه فرستاده شده است.» لازم به ذکر است اعمال محدودیت‌های بیت دفندر چند روزی است که برای کاربران ایرانی آغاز شده است.
در ادامه متن نامه تاکید شده بیت دفندر بر اساس این قوانین اجازه ندارد که شرکای تجاری برای مشتریانی که با دولت ایران در ارتباط هستند داشته باشد و به آنها خدمات بفروشد و یا از سرویس آنها پشتیبانی کند. با اینکه در انتهای این نامه ایمیلی برای سوال پرسیدن درباره این موضوع درج شده اما در انتهای نامه تاکید شده که با توجه به اهمیت رعایت محدودیت صادرات این شرکت پس از مدت‌ها تصمیم گرفته تا این موضوع را به طور علنی اجرا کند.
با وجود اینکه این برند رومانیایی در سال‌های گذشته (اوایل دهه نود) با حضور مستقیم علاقه خود را به حضور بیشتر در بازار کشورمان نشان داده بود، اما در همان زمان هم در سایت بیت دفندر نامی از ایران دیده نمی‌شد. این شرکت در اوایل دهه نود شمسی با حضور مستقیم خود در ایران و برگزاری چندین نشست خبری رسمی اعلام کرد که قصد فعالیت در این بازار را دارد و  تا حدی نگرانی کاربران ایرانی را از تحریم ایران توسط این آنتی ویروس برطرف نمود اما در سالیان بعد و با افزایش فشار تحریم‌ها رویکرد متفاوتی را پیش گرفت و حالا با نامه جدید خود عملا آب پاکی را روی دست کاربران ایرانی ریخته است.

### فروش در ایران
آنتی ویروس بیت دیفندر به علت محبوبیت و امکانات ویژه ای که دارد همچنان در صدر پر فروش ترین آنتی ویروس های سازمانی قرار دارد و علی رغم تحریم ها توسط واسطه ها با لایسنس اصلی فروخته میشود.